# Thumki
Thumki (nep. थुम्की) – gaun wikas samiti w zachodniej części Nepalu w strefie Gandaki w dystrykcie Kaski. Według nepalskiego spisu powszechnego z 2001 roku liczył on 835 gospodarstw domowych i 4034 mieszkańców (2180 kobiet i 1854 mężczyzn).